# Rubus guianensis
Rubus guianensis là loài thực vật có hoa trong họ Hoa hồng. Loài này được miêu tả khoa học đầu tiên.